# Прокіп Левенець
Прокіп Левенець (пом. 1691) — полковник полтавський Війська Запорозького.

## Біографія
Шляхтич, військовий товариш (з 1669-го), від 1674-го на посаді полковника, значний військовий товариш (1676, 1678—1675), городовий отаман (1676). За рік знов обраний на полковництво (1677—1679).
У складі військ гетьмана Івана Самойловича зазнав поранення під час Чигиринського походу. Точна дата усунення Левенця з уряду полковника невідома, але перша спроба полтавської старшини — Гуджола, Жученка та Герцика — змістити його через подачу кляузи до гетьмана у березні 1679 р. зазнала невдачі. Самойлович рішуче став на захист Левенця, про що видав 9 березня відповідний універсал, в якому в'їдливо відгукнувся про особисті якості кляузників.
1687 року під час Коломацького перевороту Левенець, бувши полтавським полковим обозним, розглядався старшиною як один з ймовірних кандидатів на гетьманство. Під час служби отримав у власність Нижні Млини, Мильці, Куклинці та інші. На Коломаці 27 липня 1687 р. отримав гетьманський універсал Івана Мазепи на с. Мильці, а 1689 року — «жалувану царську грамоту» на це ж село.